# Saint-Quentin-les-Chardonnets
Saint-Quentin-les-Chardonnets – miejscowość i gmina we Francji, w regionie Normandia, w departamencie Orne.
Według danych na rok 1990 gminę zamieszkiwało 300 osób, a gęstość zaludnienia wynosiła 33 osoby/km² (wśród 1815 gmin Dolnej Normandii Saint-Quentin-les-Chardonnets plasuje się na 596. miejscu pod względem liczby ludności, natomiast pod względem powierzchni na miejscu 565.).